# Laportea americana
Laportea americana är en nässelväxtart som beskrevs av Gaud.. Laportea americana ingår i släktet Laportea och familjen nässelväxter. Inga underarter finns listade i Catalogue of Life.